# Алгоритм четырёх русских
Алгоритм четырёх русских —  в информатике представляет собой метод ускорения алгоритмов с использованием булевых матриц или, в более общем смысле, алгоритмов с использованием матриц, в которых каждая ячейка может принимать только ограниченное число возможных значений.
Разработанный комбинаторный алгоритм позволяет умножать матрицы за {\displaystyle O(n^{3}/\log n)}. С некоторыми изменениями можно получить время работы {\displaystyle O(n^{3}/\log ^{2}n)}. В 2015 году был получен алгоритм, работающий за {\displaystyle {\hat {O}}(n^{3}/\log ^{4}n)}.

## Идея
Основная идея метода состоит в том, чтобы разделить матрицу на небольшие квадратные блоки размером {\displaystyle t\times t} для некоторого параметра {\displaystyle t} и использовать таблицу поиска для быстрого выполнения алгоритма в каждом блоке. Индекс в таблице поиска кодирует значения ячеек матрицы в верхнем левом углу границы блока до некоторой операции алгоритма, а значения в таблице поиска кодируют значения граничных ячеек в правом нижнем углу блока после операции. Таким образом, общий алгоритм может быть выполнен с использованием только {\displaystyle (n/t)^{2}} блоков вместо {\displaystyle n^{2}} ячеек матрицы, где {\displaystyle n} — длина строки матрицы. Для того чтобы размер таблиц поиска (и время, необходимое для их инициализации) было достаточно малым, {\displaystyle t} обычно выбирается равным {\displaystyle O(\log n)}.

## Применение
Алгоритмы, к которым может быть применен метод четырех русских:
- вычисление транзитивного замыкания графа,
- умножение булевых матриц,
- расчет расстояния редактирования,
- выравнивание последовательности,
- вычисление индекса для двоичного сопоставления с шаблоном.

В каждом из этих случаев это ускоряет алгоритм в {\displaystyle \log n} или {\displaystyle \log ^{2}n} раз.
Опубликованный Бардом алгоритм инверсии матрицы «Метод четырёх русских» реализован в библиотеке M4RI для быстрой арифметики с плотными матрицами над F2. M4RI используется SageMath и библиотекой PolyBoRi.

## Алгоритм умножения булевых матриц

### Описание алгоритма
Алгоритм получает на вход две булевы матрицы {\displaystyle (n\times n)} {\displaystyle A} и {\displaystyle B} и возвращает матрицу {\displaystyle C=AB}.
Пусть {\displaystyle m=\lfloor \log n\rfloor }.
Разобьём {\displaystyle A} на матрицы {\displaystyle A_{1},A_{2},...,A_{\lceil n/m\rceil }}, где {\displaystyle A_{i},1\leq i<\lceil n/m\rceil },  состоит из столбцов матрицы {\displaystyle A} с номерами от {\displaystyle m(i-1)+1} до {\displaystyle mi}, а {\displaystyle A_{\lceil }n/m\rceil } — из оставшихся столбцов, к которым добавлены столбцы нулей, если это нужно, чтобы в матрице было {\displaystyle m} столбцов.
Разобьём {\displaystyle B} на матрицы {\displaystyle B_{1},B_{2},...,B_{\lceil n/m\rceil }}, где {\displaystyle B_{i},1\leq i<\lceil n/m\rceil },  состоит из строк матрицы {\displaystyle B} с номерами от {\displaystyle m(i-1)+1} до {\displaystyle mi}, а {\displaystyle B_{\lceil }n/m\rceil } — из оставшихся строк, к которым добавлены строки нулей, если это нужно, чтобы в матрице было {\displaystyle m} строк.

### Псевдокод
begin
  for {\displaystyle i\leftarrow 1} to {\displaystyle \lceil n/m\rceil } do
  begin
    comment Вычисляем суммы строк {\displaystyle b_{1}^{(i)},...,b_{m}^{(i)}} матрицы {\displaystyle B_{i}};
    СУММАСТРОК[{\displaystyle 0}]  {\displaystyle \leftarrow \underbrace {[0,0,\cdots ,0]} _{n}}
    for {\displaystyle j\leftarrow 1} to {\displaystyle 2^{m}-1} do
    begin
      Пусть {\displaystyle k} таково, что {\displaystyle 2^{k}\leq j<2^{k+1}}
      СУММАСТРОК[{\displaystyle j}]{\displaystyle \leftarrow }СУММАСТРОК[{\displaystyle j-2^{k}}]{\displaystyle +b_{k+1}^{(i)}}
    end
    Пусть {\displaystyle C_{i}} — матрица,  i-я строка которой равна СУММАСТРОК[ЧИС({\displaystyle a_{j}})],
    где {\displaystyle a_{j}} — j-я строка матрицы {\displaystyle A_{i}}, {\displaystyle 1\leq j<n}, 
  end;
  Пусть {\displaystyle C=\sum _{i=1}^{\lceil n/m\rceil }C_{i}}
end.
ЧИС(v) — целое число, представленное двоичным вектором v, записанным в двоичной системе счисления с обратным порядком разрядов. Например, ЧИС([0,1,1])=6.

### Обоснование корректности
Простая индукция по {\displaystyle j} показывает, что СУММАСТРОК[{\displaystyle j}]  становится равной поразрядной булевой сумме таких строк {\displaystyle b_{k}} матрицы {\displaystyle B_{i}}, что в двоичном представлении числа {\displaystyle j} на {\displaystyle k}-том месте справа стоит 1. Отсюда вытекает, что {\displaystyle C_{i}=A_{i}B_{i}} и {\displaystyle C=AB}.

### Время работы
Рассмотрим цикл по {\displaystyle j}.  Вычисление и присваивание значений СУММАСТРОК[{\displaystyle j}] происходит за {\displaystyle O(n)}. Вычисление {\displaystyle k} занимает время {\displaystyle O(m)}. Итерация цикла выполняется за {\displaystyle O(n)}, всего  {\displaystyle 2^{m}-1} итераций. {\displaystyle m<\log n}, {\displaystyle 2^{m}-1<n}, следовательно весь цикл выполнится за {\displaystyle O((2^{m}-1)n)=O(n^{2})}.
Вычисление ЧИС({\displaystyle a_{j}}) имеет сложность {\displaystyle O(m)}, а копирование вектора СУММАСТРОК[ЧИС({\displaystyle a_{j}})] — сложность {\displaystyle O(n)}, так что инициализация {\displaystyle C_{i}} выполняется за {\displaystyle O(n^{2})}. Итого, цикл по {\displaystyle i} выполняется за {\displaystyle O(n^{2})}. Всего {\displaystyle \lceil n/m\rceil } итераций. {\displaystyle \lceil n/m\rceil <2n/\log n}, следовательно сложность цикла — {\displaystyle O(n^{3}/\log n)}.
Сумма {\displaystyle C_{i}} вычисляется за {\displaystyle O(n^{2}*\lceil n/m\rceil )=O(n^{3}/\log n)}.
Итоговая сложность алгоритма — {\displaystyle O(n^{3}/\log n)}.

## История
Алгоритм был введён В. Л. Арлазаровым, Е. А. Диницем, М. А. Кронродом и И. А. Фараджевым в 1970 году. Происхождение названия неизвестно; Ахо, Хопкрофт и Ульман (1974) объясняют:
Второй метод, часто называемый алгоритмом «четырёх русских», в честь  его изобретателей, в какой-то мере «практичнее» алгоритма в теореме 6.9.
Все четыре автора работали в Москве в то время.